# Lijst van rijksmonumenten in Leudal
De gemeente Leudal telt 115 inschrijvingen in het rijksmonumentenregister, hieronder een overzicht. 

## Baexem
De plaats Baexem telt 8 inschrijvingen in het rijksmonumentenregister.
| Object                                                        | Oorspronkelijke functie?  | Bouwjaar                             | Architect | Locatie            | Coördinaten?                  | Nr.?   | Afbeelding                |
| ------------------------------------------------------------- | ------------------------- | ------------------------------------ | --------- | ------------------ | ----------------------------- | ------ | ------------------------- |
| Gedeelte van Kasteel Baexem                                   | Kasteel, buitenplaats     | 17e-18e eeuw                         |           | Kasteelweg 7       | 51° 13' 5" NB, 5° 53' 3" OL   | 8572   | Meer afbeeldingen         |
| Gedeelte van Kasteel Baexem                                   | Kasteel, buitenplaats     | 17e-18e eeuw                         |           | Kasteelweg 9 en 11 | 51° 13' 5" NB, 5° 53' 3" OL   | 8573   | Upload foto               |
| Aurora                                                        | Industrie- en poldermolen | 1845                                 |           | Rijksweg 26A       | 51° 13' 24" NB, 5° 52' 37" OL | 8574   | Meer afbeeldingen         |
| Huize Brias                                                   | Woonhuis                  | 1717 (ankersjaartal)                 |           | Rijksweg 6         | 51° 13' 12" NB, 5° 53' 13" OL | 8575   | Meer afbeeldingen         |
| Terrein waarin een kunstmatig opgeworpen heuvel: Motte Baexem | Archeologisch monument    | Romeinse Tijd of Middeleeuwen        |           |                    | 51° 12' 55" NB, 5° 53' 14" OL | 340653 | Upload foto               |
| Terrein waarin sporen van begraving en/of bewoning            | Archeologisch monument    | Laat-Neolithicum/Bronstijd/IJzertijd |           |                    | 51° 14' 1" NB, 5° 50' 45" OL  | 340668 | Upload foto               |
| Kasteel Exaten                                                | Kasteel, buitenplaats     |                                      |           | Baexemerweg 1      | 51° 12' 52" NB, 5° 55' 52" OL | 22628  | Meer afbeeldingen         |
| Voormalig klooster Exaten                                     | Klooster, kloosteronderdl | 1875                                 |           | Exaeten 1          | 51° 12' 57" NB, 5° 53' 34" OL | 523273 | Voormalig klooster Exaten |

## Buggenum
De plaats Buggenum telt 9 inschrijvingen in het rijksmonumentenregister. Zie Lijst van rijksmonumenten in Buggenum voor een overzicht.

## Ell
De plaats Ell telt 5 inschrijvingen in het rijksmonumentenregister.
| Object                                                          | Oorspronkelijke functie?  | Bouwjaar        | Architect | Locatie          | Coördinaten?                  | Nr.?   | Afbeelding                                     |
| --------------------------------------------------------------- | ------------------------- | --------------- | --------- | ---------------- | ----------------------------- | ------ | ---------------------------------------------- |
| H. Antonius Abt                                                 | Kerk en kerkonderdeel     | 15e eeuw        |           | Antoniusstraat 2 | 51° 13' 11" NB, 5° 47' 41" OL | 22866  | Meer afbeeldingen                              |
| Boerderij van 't hoftype                                        | Boerderij                 | 19e eeuw        |           | Baldersstraat 1  | 51° 12' 52" NB, 5° 47' 18" OL | 22867  | Boerderij van 't hoftype                       |
| Huis met verdieping onder een zadeldak evenwijdig aan de straat | Woonhuis                  | midden 19e eeuw |           | Niesstraat 1     | 51° 13' 12" NB, 5° 47' 40" OL | 22868  | Meer afbeeldingen                              |
| Niehof                                                          | Boerderij                 | 1834            |           |                  | 51° 13' 14" NB, 5° 47' 40" OL | 22869  | Upload foto                                    |
| Voormalig gemeentehuis met burgemeesterswoning                  | Bestuursgebouw en onderdl | 1908            |           | Hoogstraat 12    | 51° 13' 8" NB, 5° 47' 45" OL  | 512986 | Voormalig gemeentehuis met burgemeesterswoning |

## Grathem
De plaats Grathem telt 8 inschrijvingen in het rijksmonumentenregister. Zie Lijst van rijksmonumenten in Grathem voor een overzicht.

## Haelen
De plaats Haelen telt 9 inschrijvingen in het rijksmonumentenregister. Zie Lijst van rijksmonumenten in Haelen voor een overzicht.

## Heythuysen
De plaats Heythuysen telt 10 inschrijvingen in het rijksmonumentenregister. Zie Lijst van rijksmonumenten in Heythuysen voor een overzicht.

## Horn
De plaats Horn telt 13 inschrijvingen in het rijksmonumentenregister. Zie Lijst van rijksmonumenten in Horn voor een overzicht.

## Hunsel
De plaats Hunsel telt 3 inschrijvingen in het rijksmonumentenregister.
| Object                             | Oorspronkelijke functie?  | Bouwjaar  | Architect | Locatie          | Coördinaten?                  | Nr.?   | Afbeelding        |
| ---------------------------------- | ------------------------- | --------- | --------- | ---------------- | ----------------------------- | ------ | ----------------- |
| St. Jacobuskerk                    | Kerk en kerkonderdeel     | 1839      |           | Jacobusstraat 14 | 51° 11' 17" NB, 5° 48' 43" OL | 22870  | Meer afbeeldingen |
| Uffelse Molen                      | Industrie- en poldermolen | 1800      |           | Uffelsestraat 5  | 51° 10' 30" NB, 5° 47' 13" OL | 22871  | Meer afbeeldingen |
| Terrein waarin sporen van bewoning | Archeologisch monument    | IJzertijd |           |                  | 51° 12' 18" NB, 5° 48' 59" OL | 340835 | Upload foto       |

## Ittervoort
De plaats Ittervoort telt 4 inschrijvingen in het rijksmonumentenregister.
| Object                                                  | Oorspronkelijke functie?  | Bouwjaar         | Architect | Locatie             | Coördinaten?                  | Nr.?  | Afbeelding                             |
| ------------------------------------------------------- | ------------------------- | ---------------- | --------- | ------------------- | ----------------------------- | ----- | -------------------------------------- |
| Sint-Margarethakerk                                     | Vanwege onderdelen kerk   | 1894 (toren)     |           | Margarethastraat 4  | 51° 10' 13" NB, 5° 49' 26" OL | 22872 | Meer afbeeldingen                      |
| Het pand vanwege een unieke gevelsteen                  | Woonhuis                  | 1770             |           | Margarethastraat 34 | 51° 10' 11" NB, 5° 49' 12" OL | 22873 | Het pand vanwege een unieke gevelsteen |
| Schouwsmolen / Schoufsmolen / Molen van Thorn (restant) | Industrie- en poldermolen | 1630             |           | Margarethastraat 55 | 51° 10' 6" NB, 5° 48' 48" OL  | 22874 | Meer afbeeldingen                      |
| In kerkhofkapel een kruisbeeld                          | Vanwege onderdelen kerk   | ca. 1500 (trant) |           | Thornerstraat       | 51° 10' 9" NB, 5° 49' 28" OL  | 22875 | In kerkhofkapel een kruisbeeld         |

## Neer
De plaats Neer telt 10 inschrijvingen in het rijksmonumentenregister. Zie Lijst van rijksmonumenten in Neer voor een overzicht.

## Neeritter
De plaats Neeritter telt 24 inschrijvingen in het rijksmonumentenregister. Zie Lijst van rijksmonumenten in Neeritter voor een overzicht.

## Nunhem
De plaats Nunhem telt 10 inschrijvingen in het rijksmonumentenregister. Zie Lijst van rijksmonumenten in Nunhem voor een overzicht.

## Roggel
De plaats Roggel telt 2 inschrijvingen in het rijksmonumentenregister.
| Object         | Oorspronkelijke functie?  | Bouwjaar | Architect | Locatie   | Coördinaten?                  | Nr.?  | Afbeelding        |
| -------------- | ------------------------- | -------- | --------- | --------- | ----------------------------- | ----- | ----------------- |
| St. Petruskerk | Kerk en kerkonderdeel     | 15e eeuw |           | Markt 1   | 51° 15' 48" NB, 5° 55' 23" OL | 32693 | Meer afbeeldingen |
| Sint-Petrus    | Industrie- en poldermolen | 1901     |           | Nijken 24 | 51° 16' 47" NB, 5° 54' 43" OL | 32694 | Meer afbeeldingen |

Beek ·
Beekdaelen ·
Beesel ·
Bergen ·
Brunssum ·
Echt-Susteren ·
Eijsden-Margraten ·
Gennep ·
Gulpen-Wittem ·
Heerlen ·
Horst aan de Maas ·
Kerkrade ·
Landgraaf ·
Leudal ·
Maasgouw ·
Maastricht ·
Meerssen ·
Mook en Middelaar ·
Nederweert ·
Peel en Maas ·
Roerdalen ·
Roermond ·
Simpelveld ·
Sittard-Geleen ·
Stein ·
Vaals ·
Valkenburg aan de Geul ·
Venlo ·
Venray ·
Voerendaal ·
Weert